# Преображенка (Бузулуцький район)
Преображе́нка (рос. Преображенка) — село у складі Бузулуцького району Оренбурзької області, Росія.

## Населення
Населення — 644 особи (2010; 638 у 2002).
Національний склад (станом на 2002 рік):
- росіяни — 91 %